# 5359 Markzakharov
Az 5359 Markzakharov (ideiglenes jelöléssel 1974 QX1) a Naprendszer kisbolygóövében található aszteroida. Ljudmila Ivanovna Csernih fedezte fel 1974. augusztus 24-én.